# 札克·艾爾文
扎卡里·泰勒·艾爾文（1994年9月5日—）為美國男子籃球運動員。艾爾文出身印第安纳州费希尔斯。2011年7月艾爾文口頭承諾2013年就讀密西根大学。2013年高中畢業時將好友蓋瑞·哈里斯2012年獲選的印地安納州籃球先生連續兩年都留在東南漢彌爾頓高中。
艾爾文大學畢業後投入2017年NBA选秀，但未獲得任何球隊青睞，在NBA夏季联赛中代表迈阿密热火出賽。2017年7月24日，艾爾文加盟義大利球隊維多利亞自由。9月19日，艾爾文因個人原因離開維多利亞自由。12月26日，以色列球隊埃拉特夏普爾籃球俱樂部宣布艾爾文加入球隊進行測試。
2018年1月25日，艾爾文加入威斯特徹斯特尼克。艾爾文總計出賽12場，場均表現為8.8分以及5.9籃板。5月2日，艾爾文加盟多明尼加球隊Metropolitanos de Mauricio Báez。艾爾文替球隊出賽了六場，六場皆拿下勝利，場均可貢獻13.3分與5.7籃板，三分命中率為37.5%、整體命中率為63.5%，最終球隊笑納TSB冠軍獎盃。之後艾爾文效力了墨西哥球隊雷昂蜜蜂，出賽16場比賽，場均以53.2%的命中率攻下17分、6.9籃板、2.9助攻和1.2抄截的表現。12月6日，威斯特徹斯特尼克宣布取得艾爾文。
2019年10月17日，纽约尼克斯宣布簽下艾爾文。10月18日，纽约尼克斯宣布釋出艾爾文。2020年11月1日，臺灣銀行總教練陳國維表示第18季SBL球隊的洋將為艾爾文，整季艾爾文場均可挹注19.2分、9.1籃板、5.8助攻、1.8抄截，第19季SBL續留球隊，第二個賽季艾爾文出賽29場，場均16.2分、7.7籃板、5.9助攻，抱走第19季SBL年度MVP與年度第一隊殊榮。
2022年10月22日，艾爾文在NBA G聯盟選秀會第二輪第40順位獲得緬因塞爾提克青睞，同時進入訓練營名單，但在開季前被球隊釋出。2023年3月10日，艾爾文加入大急流城黃金。

## 外部連結
- 札克·艾爾文在fiba.basketball（英语）
- 札克·艾爾文在NBA G聯盟（英语）
- 札克·艾爾文在Basketball-Reference.com（NBA）（英语）
- 札克·艾爾文在Basketball-Reference.com（NBA G聯盟）（英语）
- 札克·艾爾文在Sports-Reference.com（NCAA）（英语）
- 札克·艾爾文在Eurobasket.com（球員）（英语）
- 札克·艾爾文在RealGM（英语）
- 札克·艾爾文在Proballers（英语）